# Randy Matson
Randy Matson (Estados Unidos, 5 de marzo de 1945) es un atleta estadounidense retirado, especializado en la prueba de lanzamiento de peso en la que llegó a ser campeón olímpico en 1968.

## Carrera deportiva
En los JJ. OO. de México 1968 ganó la medalla de oro en el lanzamiento de peso, con una marca de 20.54 metros que fue récord olímpico, por delante de su compatriota George Woods (plata con 20.12 m) y del soviético Eduard Gushchin (bronce con 20.09 m).